# Azodicarboxilato de dietilo
Azodicarboxilato de dietilo, abreviado na literatura como DEAD (do inglês diethyl azodicarboxylate, e algumas vezes como DEADCAT), é um composto orgânico com a fórmula estrutural CH3CH2O2CN=NCO2CH2CH3. Sua estrutura molecular consiste em um grupo funcional azo central, RN=NR, flanqueado por dois grupos etil éster. Este líquido laranja a avermelhado é um reagente valioso, mas também bastante perigoso e explode com aquecimento. Por conseguinte, o transporte comercial de azodicarboxilato de dietilo puro é proibido nos Estados Unidos e é realizado em solução ou em armazenamento com partículas de poliestireno.
DEAD é um aza-dienófilo e um eficiente agente de desidrogenação, convertendo álcoois a aldeídos, tióis a dissulfetos e grupos hidrazo a grupos azo; também é um bom aceitador de elétrons. Enquanto DEAD é usado em numerosas reações químicas é mais conhecido como um componente chave da reação de Mitsunobu, uma estratégia comum para a preparação de uma amina, azida, éter, tioéter ou éster do álcool correspondente. É utilizado na síntese de vários produtos naturais e farmacêuticos como zidovudina, uma droga para tratamento de AIDS; FdUMP, um potente agente antitumor e procarbazina, uma droga quimioterápica.

## Propriedades
DEAD é um líquido laranja-avermelhado que enfraquece sua cor em amarelo ou incolor após diluição ou reação química. Esta mudança de cor é convencionalmente utilizada para o monitoramento visual da síntese. DEAD dissolve-se na maioria dos solventes orgânicos comuns, como tolueno, clorofórmio, etanol, tetraidrofurano e diclorometano mas tem baixa solubilidade em água ou tetracloreto de carbono; a solubilidade em água é mais alta para o composto azo relacionado azodicarboxilato de  dimetila.
DEAD é um forte aceitador de elétrons e oxida facilmente uma solução de iodeto de sódio em ácido acético glacial. Também reage vigorosamente com hidrato de hidrazina produzindo hidrazodicarboxilato de dietila e desprendendo nitrogênio. Cálculos por método de orbitais moleculares como uma combinação linear de orbitais atômicos (LCAO-MO) sugerem que a molécula de DEAD é incomum por ter um orbital de ligação vago alto e, portanto, tende a retirar átomos de hidrogênio de vários doadores de hidrogênio. Remoção fotoassistida de hidrogênio por DEAD foi demonstrada por álcool isopropílico, resultando em pinacol e tetrazanotetracarboxilato de tetraetila, e para acetaldeído rendendo hidrazodicarboxilato de  diacetila e dietila. Similarmente, reagindo DEAD com etanol e cicloexanol abstrai hidrogênio produzindo acetaldeído e cicloexanona. Essas reações também prosseguem sem luz, embora com rendimentos muito mais baixos. Assim, em geral, DEAD é um aza-dienófilo e agente de desidrogenação, convertendo álcoois a aldeídos, tióis a dissulfetos e grupos hidrazo a grupos azo. Também combina reações pericíclicas com alquenos e dienos via mecanismos eno e Diels–Alder.

## Preparação
Embora disponível comercialmente, azodicarboxilato de dietila é frequentemente preparado fresco no laboratório, especialmente se necessário na forma pura, não diluída. Uma síntese de duas etapas começa a partir de hidrazina, primeiro por alquilação com cloroformato de etila, seguido pelo tratamento do resultante hidrazodicarboxilato de dietila com cloro (borbulhado através da solução), ácido hipocloroso, ácido nítrico concentrado ou ácido nítrico fumegante vermelho. A reação é realizada em um banho de gelo, e os reagentes são adicionados gota a gota para que a temperatura não se eleve acima de 20 °C. Hidrazodicarboxilato de dietila é um sólido com uma temperatura de fusão de 131–133 °C o qual é coletado como um resíduo; é significativamente mais estável ao aquecimento que DEAD e é convencionalmente seco a uma temperatura de aproximadamente 80 °C

## Aplicações

### Reação de Mitsunobu
DEAD é um reagente importante na reação de Mitsunobu onde forma um aduto com fosfinas (usualmente trifenilfosfina) e auxilia a síntese de ésters, éteres, aminas e tioéteres de álcoois. Reações normalmente resultam na inversão da simetria molecular.
DEAD foi usado no artigo original de 1967 por Oyo Mitsunobu, e sua revisão de 1981 sobre o uso de azodicarboxilato de dietila é um artigo de química muito citado. Reação de Mitsunobu tem várias aplicações na síntese de produtos naturais e farmacêuticos.
Na reação acima, que é assistida por DEAD ou DIAD (azodicarboxilato de di-isopropila), timidina 1 transforma-se no derivado 2. O último facilmente se converte em zidovudina 4 (também conhecido como azidotimidina ou AZT), uma importante droga antiviral, usada junto com outras no tratamento de AIDS. Outro exemplo de aplicação farmacêutica de reação de Mitsunobu auxiliada por DEAD é a síntese de bis[(pivaloiloxi)metil [PIVz] derivado de 5’-monofosfato de 2’-deoxi-5-fluorouridina (FdUMP), o qual é um potente agente antitumor.

## Reação de Michael
O grupo azo em DEAD é um aceptor de Michael. na presença de um catalisador de cobre(II), DEAD auxilia a conversão de β-ceto ésteres aos correspondentes derivados de hidrazina.
A substituição de ésteres de ácido borônico ocorre similarmente:

### Outras reações
DEAD é um componente eficiente nas reações de Diels-Alder e em química click, por exemplo a síntese de biciclo[2.1.0]pentano, o qual origina-se de Otto Diels. Tem sido também usado para gerar adutos aza-Baylis-Hillman com acrilatos.
DEAD pode ser usado para síntese de compostos heterocíclicos. Portanto, derivados pirazolina convertidos por condensação e cetonas α,β-insaturadas:
Outra aplicação é o uso de DEAD como enófilo em reações eno:
DEAD pode ser usado para síntese de compostos heterocíclicos. Portanto, derivados pirazolina convertidos por condensação e cetonas α,β-insaturadas:
Outra aplicação é o uso de DEAD como enófilo em reações eno:

## Segurança
DEAD é tóxico, sensível ao choque e à luz; pode explodir violentamente quando a sua forma não diluída é aquecida acima de 100 °C. Envio por via aérea de azodicarboxilato de dietilo puro é proibido nos Estados Unidos, sendo seu transporte realizado em solução, tipicamente a aproximadamente 40% de DEAD em tolueno. Alternativamente, DEAD é transportado e estocado em partículas de poliestireno de 100–300 mesh em uma concentração de aproximadamente 1 mmol/g. A média ponderada no tempo do valor limite para exposição ao DEAD sobre uma típica semana de trabalho de 40 horas é 50 partes por milhão; isso é, DEAD apresenta metade de toxicidade, e.g., monóxido de carbono. Riscos de segurança resultaram em declínio rápido do uso de DEAD e sua substituição com DIAD e outros compostos similares.